# 路易吉·维洛雷西
路易吉·维洛雷西（義大利語：Luigi Villoresi，1909年5月16日—1997年8月24日）是意大利大奖赛车手，曾参加过一级方程式赛车比赛。
维洛雷西出生于米兰，是赛车手埃米利奥·维洛雷西的哥哥。由于家庭比较富有，维洛雷西在22岁时能够买车并参加当地的拉力赛。1935年，他参加了齐亚诺杯并取得第三名。1938年，维洛雷西加入了玛莎拉蒂车队。他的赛车生涯因第二次世界大战的爆发而被打断。战争结束后，他与玛莎拉蒂重返赛场，直到1949年签约法拉利参加1950年的一级方程式赛车。